# Liste des cours d'eau de La Réunion
 (septembre 2024).
La mise en forme du texte ne suit pas les recommandations de Wikipédia : il faut le « wikifier ».
Les points d'amélioration suivants sont les cas les plus fréquents :
- Les titres sont pré-formatés par le logiciel. Ils ne sont ni en capitales, ni en gras.
- Le texte ne doit pas être écrit en capitales (les noms de famille non plus), ni en gras, ni en italique, ni en « petit »…
- Le gras n'est utilisé que pour surligner le titre de l'article dans l'introduction, une seule fois.
- L'italique est rarement utilisé : mots en langue étrangère, titres d'œuvres, noms de bateaux, etc.
- Les citations ne sont pas en italique mais en corps de texte normal. Elles sont entourées par des guillemets français : « et ».
- Les listes à puces sont à éviter, des paragraphes rédigés étant largement préférés. Les tableaux sont à réserver à la présentation de données structurées (résultats, etc.).
- Les appels de note de bas de page (petits chiffres en exposant, introduits par l'outil «  Source ») sont à placer entre la fin de phrase et le point final[comme ça].
- Les liens internes (vers d'autres articles de Wikipédia) sont à choisir avec parcimonie. Créez des liens vers des articles approfondissant le sujet. Les termes génériques sans rapport avec le sujet sont à éviter, ainsi que les répétitions de liens vers un même terme.
- Les liens externes sont à placer uniquement dans une section « Liens externes », à la fin de l'article. Ces liens sont à choisir avec parcimonie suivant les règles définies. Si un lien sert de source à l'article, son insertion dans le texte est à faire par les notes de bas de page.
- La présentation des références doit suivre les conventions bibliographiques. Il est recommandé d'utiliser les modèles {{Ouvrage}}, {{Chapitre}}, {{Article}}, {{Lien web}} et/ou {{Bibliographie}}. Le mode d'édition visuel peut mettre en forme automatiquement les références.
- Insérer une infobox (cadre d'informations à droite) n'est pas obligatoire pour parachever la mise en page.

Pour une aide détaillée, merci de consulter Aide:Wikification.
Si vous pensez que ces points ont été résolus, vous pouvez retirer ce bandeau et améliorer la mise en forme d'un autre article.

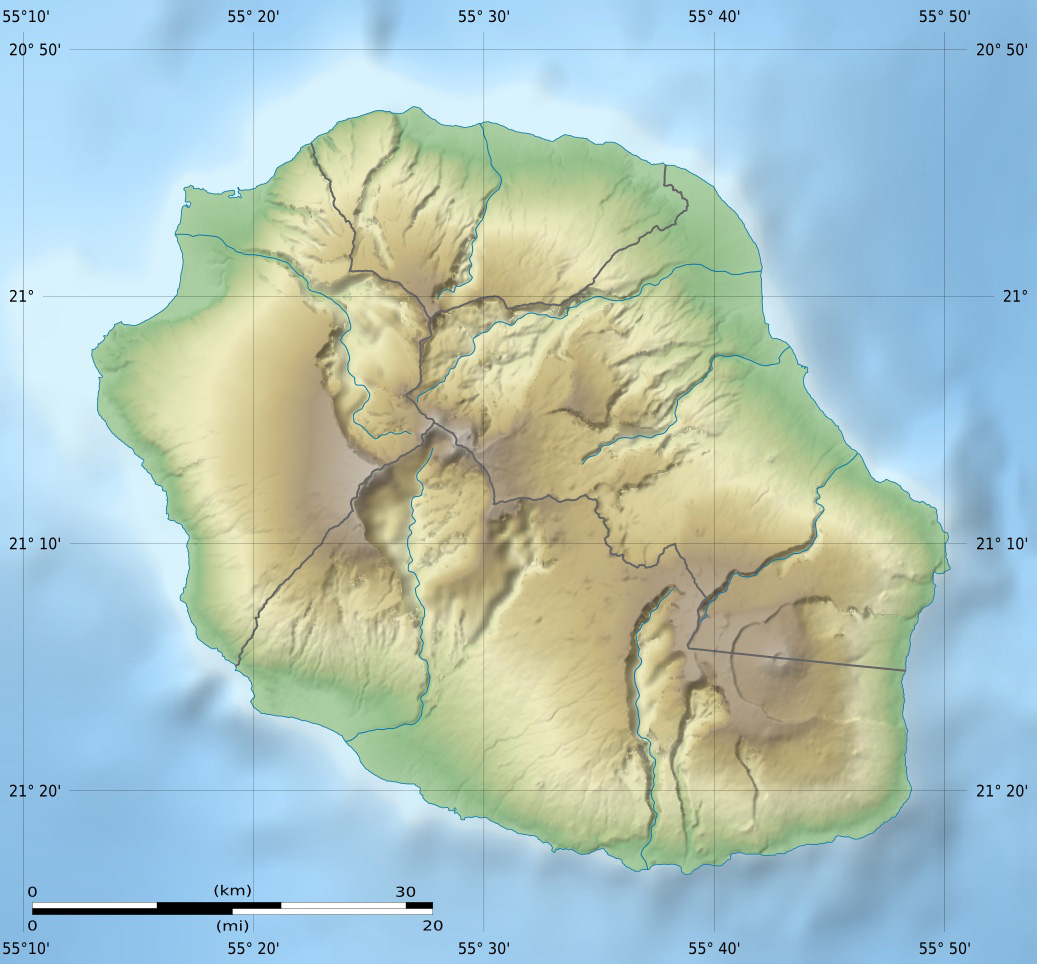
Carte des reliefs de l'île de La Réunion

L'île de La Réunion possède un réseau hydrographique dense et varié composé de rivières, bras et ravines. Ces cours d'eau jouent un rôle essentiel dans l'économie locale, pour l'agriculture et aussi l'hydroélectricité. En raison du climat tropical de l'île, ces cours d'eau peuvent aussi être sujets à des crues importantes, notamment durant la saison cyclonique.

## Liste des cours d'eau de La Réunion
| Type             | Nom                          | Description                                                          |
| ---------------- | ---------------------------- | -------------------------------------------------------------------- |
| Rivières         | Rivière des Galets           | La plus grande rivière de l'île, située entre Saint-Paul et Le Port. |
| Rivières         | Rivière des Marsouins        | Située dans l'est de l'île, elle traverse Saint-Benoît.              |
| Rivières         | Rivière du Mât               | Traverse la commune de Saint-André.                                  |
| Rivières         | Rivière Langevin             | Dans le sud, près de Saint-Joseph.                                   |
| Rivières         | Rivière des Roches           | Située à Saint-Benoît.                                               |
| Rivières         | Rivière des Pluies           | Traverse Sainte-Marie et Saint-Denis.                                |
| Rivières         | Rivière Saint-Étienne        | Proche de Saint-Louis et Saint-Pierre.                               |
| Rivières         | Rivière de l'Est             | Située entre Saint-Benoît et Sainte-Rose.                            |
| Bras de rivières | Bras de Cilaos               | Bras de la Rivière Saint-Étienne.                                    |
| Bras de rivières | Bras de la Plaine            | Autre bras de la Rivière Saint-Étienne.                              |
| Bras de rivières | Bras de Pontho               | Situé dans les Hauts de Saint-Louis.                                 |
| Ravines          | Ravine Bernica               | Située à Saint-Paul.                                                 |
| Ravines          | Ravine du Chaudron           | Traverse Saint-Denis.                                                |
| Ravines          | Ravine des Cafres            | Près du Tampon.                                                      |
| Ravines          | Ravine du Trou               | Proche de Saint-Paul.                                                |
| Ravines          | Ravine de la Grande Chaloupe | Entre La Possession et Saint-Denis.                                  |
| Ravines          | Ravine Glissante             | Sur la côte est, à Sainte-Rose.                                      |

## Rivières

### Rivière des Galets

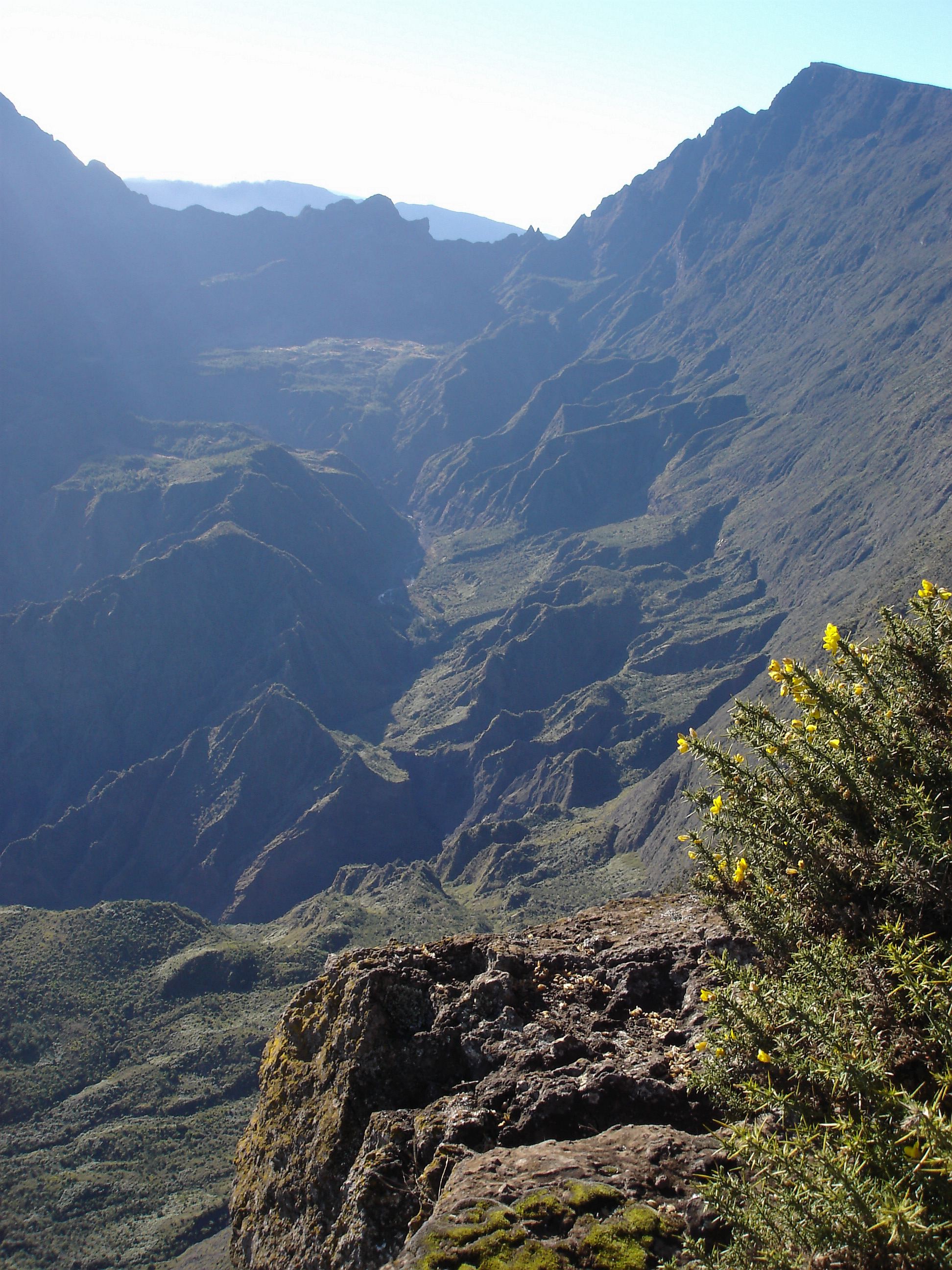

La rivière des Galets, fleuve côtier de La Réunion, mesure 35,3 km. Elle prend sa source dans le cirque de Mafate et se jette dans la Baie de Saint-Paul, traversant plusieurs communes de l’île.

### Rivière des Marsouins
La Rivière des Marsouins, à La Réunion, mesure environ 30 kilomètres et se jette dans l'Océan Indien à Saint-Benoît. Sa source se trouve à 2492 mètres près du Piton des Neiges. Avec un débit moyen de 10,7 m³/s, elle subit des crues fréquentes dues aux cyclones. Le bassin versant de 109 km² est très arrosé. La rivière, riche en biodiversité, fait face à des menaces humaines, comme la modification de son embouchure pour la pêche.

### Rivière du Mât

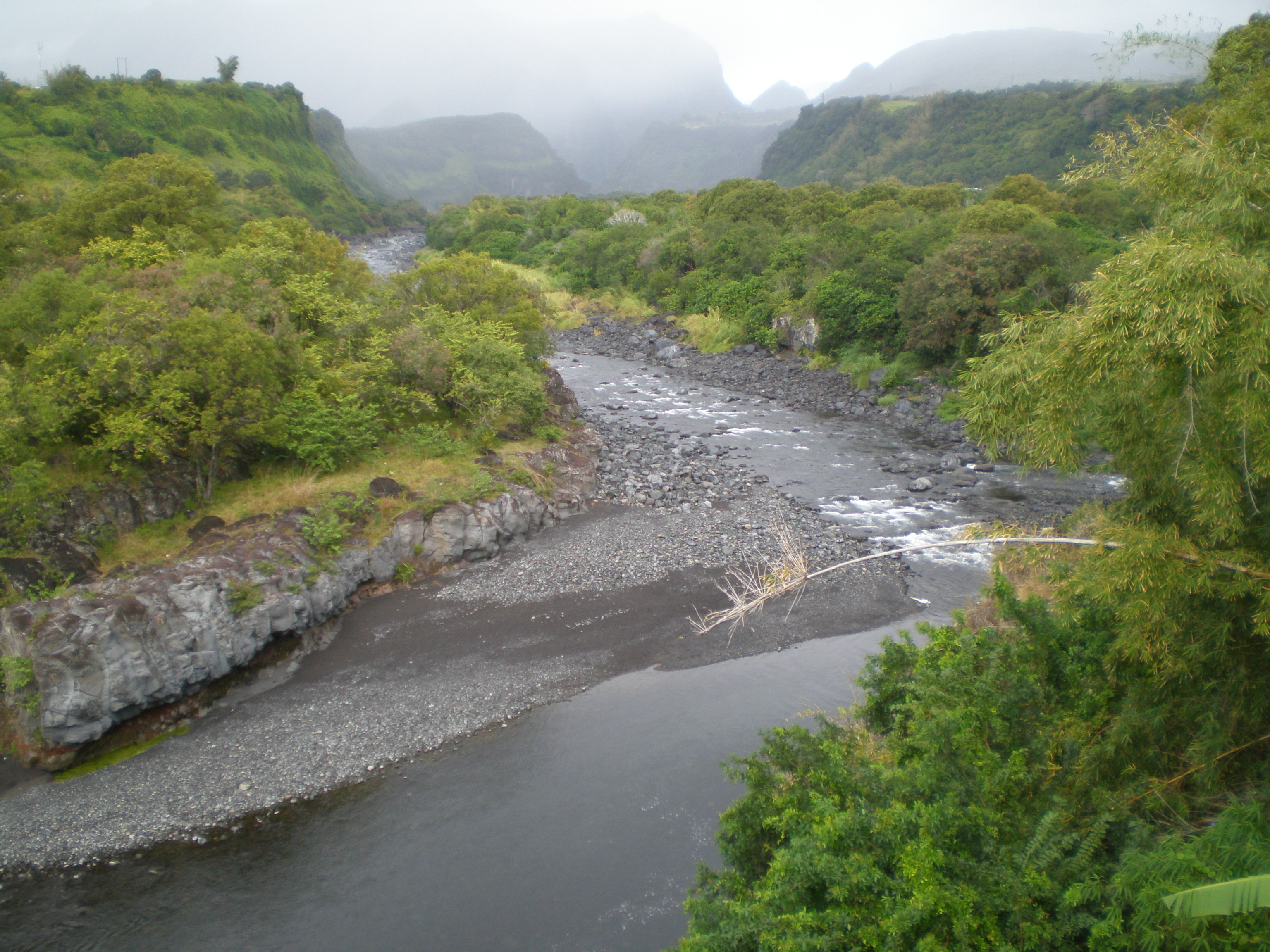

La rivière du Mât est un fleuve côtier de 34,1 km situé dans le nord-est de La Réunion. Elle prend sa source à 2900 mètres sur les pentes du Piton des Neiges et se jette dans l'Océan Indien entre Bras-Panon et Saint-André. Avec un débit moyen de 5,61 m³/s, elle présente un régime pluvial. Elle traverse les communes de Salazie, Bras-Panon et Saint-André, et reçoit plusieurs affluents. L'embouchure est un site de pêche connu.

### Rivière Langevin
La rivière Langevin est un fleuve de 18,3 km situé à Saint-Joseph, sur l'île. Prenant sa source à 2200 m d'altitude près du Piton Chisny, elle se jette dans l'océan Indien. La rivière possède plusieurs affluents, dont les ravines Ti Bon Dieu, Grand Coude et Bénitier. Elle marque la limite de l'habitat du lézard vert de Manapany et abrite des espèces comme les pailles-en-queues et les bichiques. Le canyon de Langevin est un lieu prisé pour le canyoning, avec des parcours adaptés aux débutants. La rivière tire son nom de l'Angevin, un pirate français du XVIIe siècle.

### Rivière des Roches

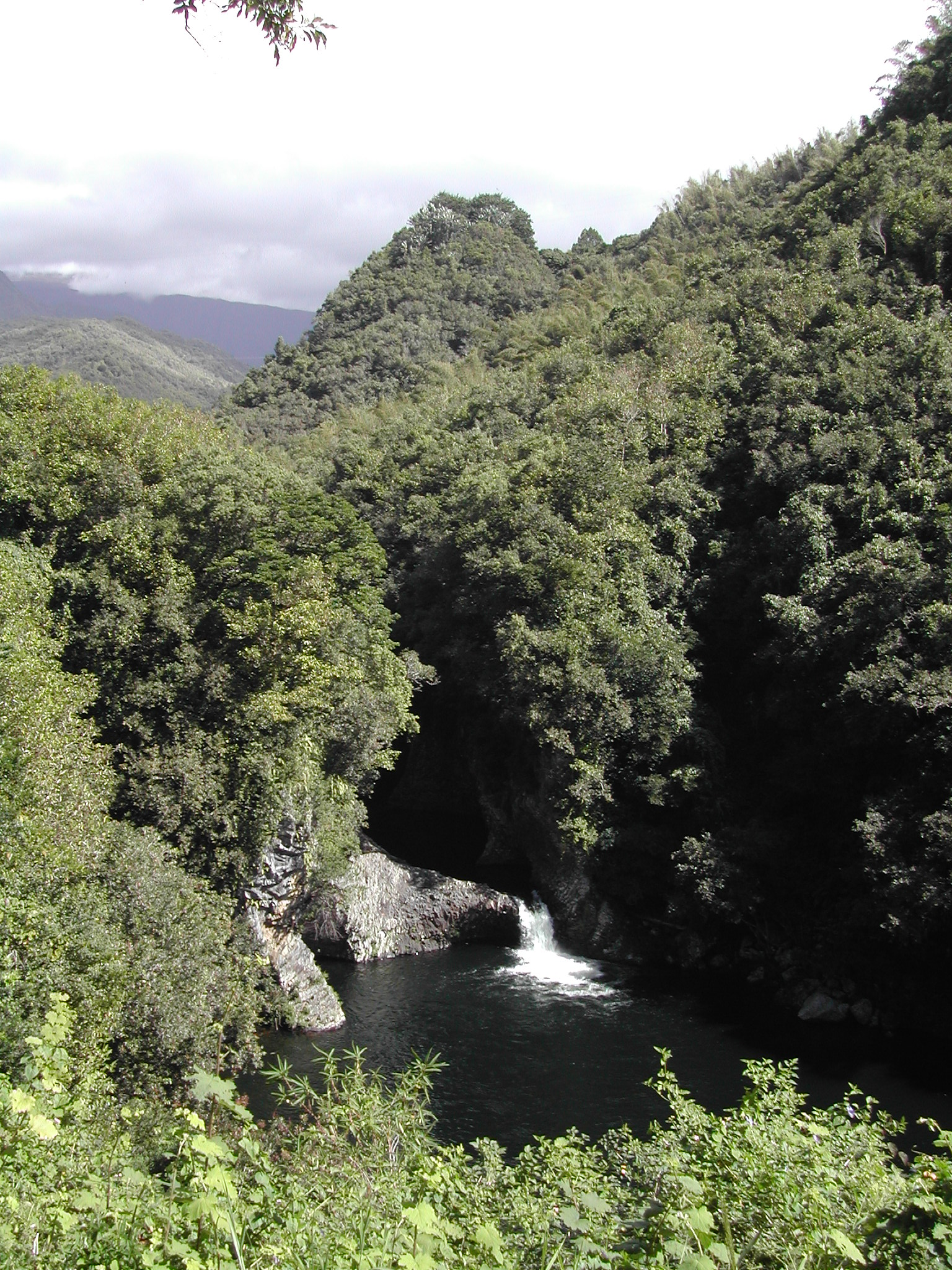

La rivière des Roches est un fleuve de 17,8 km situé à La Réunion. Elle sépare les communes de Bras-Panon et Saint-Benoît, et se jette dans l'océan Indien. Son principal affluent est le Grand Bras. Connue pour ses brusques montées des eaux, elle est populaire pour le canyoning et la randonnée aquatique. Les sites emblématiques incluent le bassin la Paix, avec sa cascade de 18 mètres, et le bassin la Mer. La rivière abrite l'espèce endémique Septaria borbonica et est renommée pour la pêche du bichique. Elle est également représentée dans un dessin de Jean-Baptiste Bory de Saint-Vincent.

### Rivière des Pluies

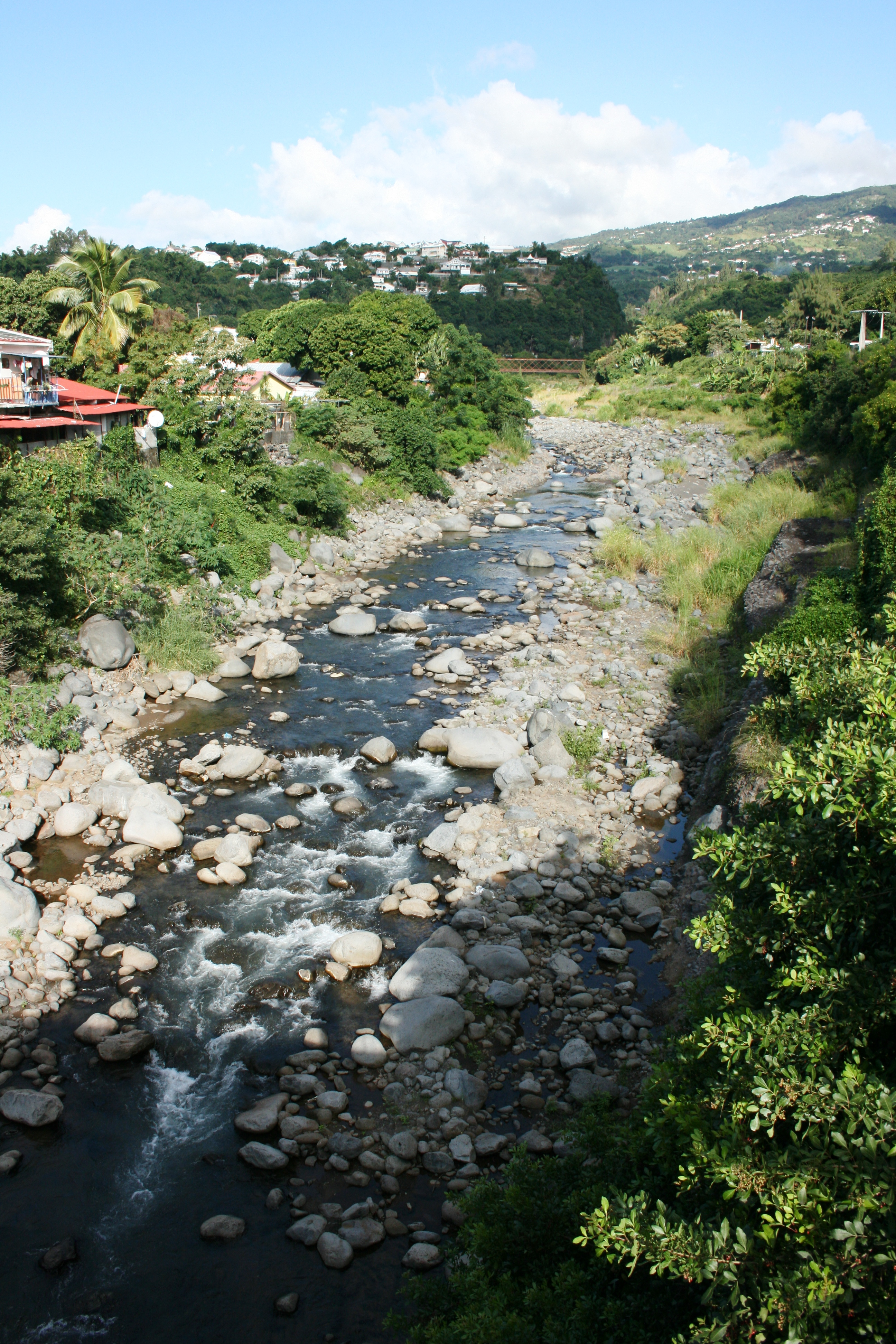

La rivière des Pluies est un fleuve de 18,3 km situé à La Réunion. Elle prend sa source dans la commune de Saint-Denis et forme une frontière naturelle avec Sainte-Marie, avant de se jeter dans l'océan Indien. La rivière donne son nom à un quartier de Sainte-Marie. Elle est traversée par cinq ponts, dont le pont Desbassyns et plusieurs routes nationales.

### Rivière Saint-Étienne
La rivière Saint-Étienne est un fleuve côtier de 34,5 km situé à La Réunion. Prenant sa source à environ 2900 mètres d'altitude sous le Gros Morne, elle traverse les communes de Cilaos, Saint-Louis et Saint-Pierre avant de se jeter dans l'océan Indien. Elle est aussi connue sous plusieurs noms, notamment Bras Rouge, Bras de Cilaos et Grand Bras de Cilaos. Son régime est pluvial tropical, influencé par les moussons.
La rivière a été le théâtre d'importantes crues, notamment durant le cyclone Gamède en 2007, qui a détruit un pont important sur la route nationale 1.

### Rivière de l'Est

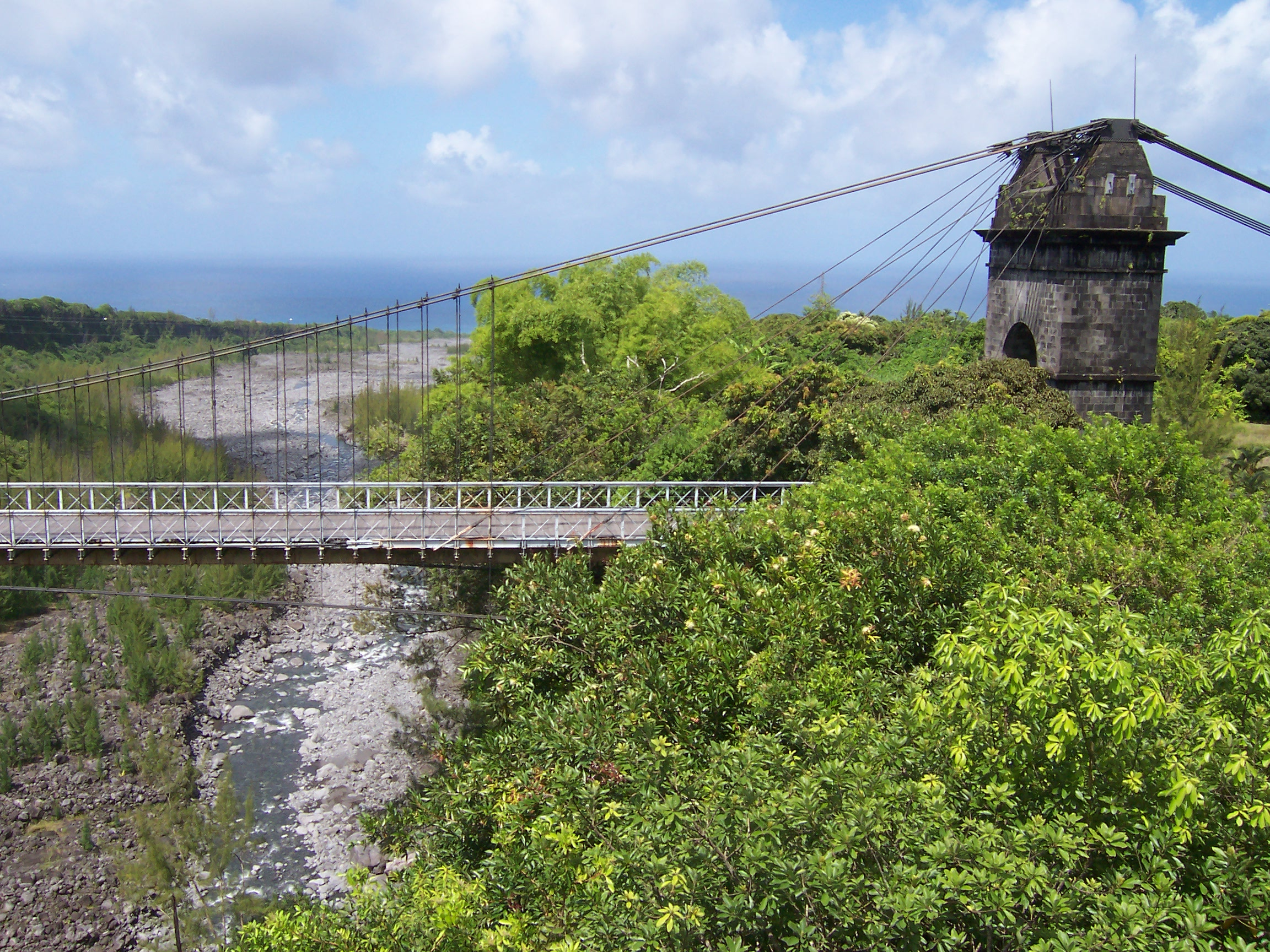

La rivière de l'Est est un fleuve situé à La Réunion. Elle prend sa source à 2 350 mètres d'altitude près du piton de la Fournaise et s'écoule d'ouest en est, passant par les communes de Sainte-Rose et Saint-Benoît. Le cours d'eau serpente à travers des gorges profondes et des paysages de savane et de forêts avant de se jeter dans l'océan Indien. La rivière est marquée par un régime hydrologique irrégulier, alternant entre périodes calmes et crues violentes dues aux fortes précipitations tropicales.
Une partie de son eau est détournée pour alimenter la centrale hydroélectrique de Sainte-Rose. Un pont suspendu historique, construit en 1894, traverse la rivière près de son embouchure, bien qu'il ait été remplacé par un pont en béton en 1979.

## Bras de rivière

### Bras de Cilaos
Bras de la Rivière Saint-Étienne.

### Bras de la Plaine
Le Bras de la Plaine est une rivière située sur l'île de La Réunion. Longue de 20,9 km, elle est un affluent de la rivière Saint-Étienne. Son cours marque la frontière entre les communes de l'Entre-Deux à l'ouest, et du Tampon puis Saint-Pierre à l'est. La vallée qu'elle traverse abrite une centrale hydroélectrique, la centrale du Bras de la Plaine. Ce cours d'eau est protégé par un arrêté préfectoral de protection de biotope depuis décembre 2006.

### Bras de Pontho
Le Bras de Pontho est un lieu-dit situé sur l'île de La Réunion, dans la commune du Tampon. Ce quartier est connu pour son église et son environnement de randonnée. Un sentier, appelé sentier Dassy, permet de relier Bras de Pontho à la commune de l'Entre-Deux en passant par le Bras de la Plaine.

## Ravines

### Ravine Bernica
La ravine Bernica est une ravine située sur l'île de La Réunion, dans le département d'outre-mer français. Elle s'étend sur 15 km du sud-est vers le nord-ouest, traversant la commune de Saint-Paul, avant de se jeter dans l'océan Indien. Le cours d'eau qu'elle abrite est intermittent.

### Ravine du Chaudron
La ravine Bernica est une ravine située sur l'île de La Réunion, dans le département d'outre-mer français. Elle s'étend sur 15 km du sud-est vers le nord-ouest, traversant la commune de Saint-Paul, avant de se jeter dans l'océan Indien. Le cours d'eau qu'elle abrite est intermittent.

### Ravine des Cafres
La ravine des Cafres est un petit fleuve intermittent situé sur l'île de La Réunion. Elle coule principalement à sec et suit un parcours de 15,7 km vers le sud-ouest. Dans sa première partie, elle marque la frontière entre les communes de Saint-Pierre et Le Tampon, puis traverse Saint-Pierre. La ravine se jette dans l'océan Indien, à proximité du quartier de Terre Sainte.

### Ravine du Trou
Proche de Saint-Paul.
La ravine du Trou est un petit fleuve de 16,4 km situé sur l'île de La Réunion, dans le département d'outre-mer français de l'océan Indien. Elle traverse la commune de Saint-Leu, près de la frontière avec Les Avirons, et se jette dans l'océan Indien à Saint-Leu.

### Ravine de la Grande Chaloupe

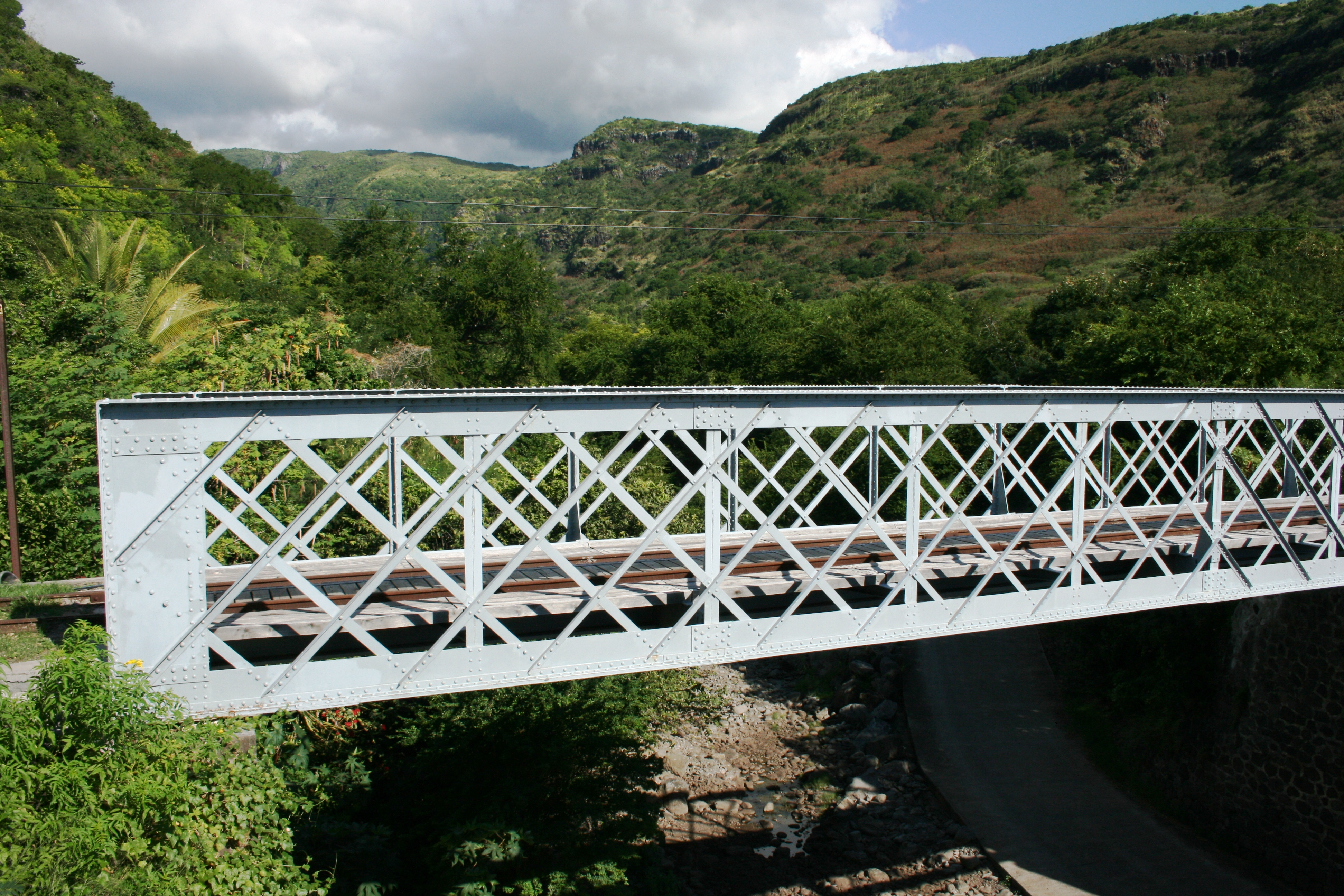

La ravine de la Grande Chaloupe est un cours d'eau intermittent de 7,9 km situé sur l'île de La Réunion, entre les communes de La Possession et Saint-Denis. Elle prend sa source au Bras Mal Côté à 1390 m d'altitude et se jette dans l'Océan Indien. La ravine sert de frontière entre ces deux communes et traverse la forêt de la Grande Chaloupe. Ses affluents incluent la Ravine Pélagaud, le Bras d'Anguille, le Bras Citron et le Bras Lindor.

### Ravine Glissante
Sur la côte est, à Sainte-Rose.